# Krzak (zespół muzyczny)
Krzak – polska formacja bluesrockowa i jazzrockowa z pierwszej połowy lat 70. Zasłynęła jako zespół wykonujący muzykę wyłącznie instrumentalną i zdobyła dwie złote płyty.

## Historia

### Początki (1972–1973)
Pod koniec 1972 roku w Katowicach zawiązał się kwartet instrumentalny Krzak. Działał w składzie: Jan Błędowski (skrzypce), Maciej Radziejewski (założyciel grupy, gitara), Jacek Gazda (założyciel grupy, gitara basowa) i Wojciech Grabiński (perkusja). Formacja działała około roku. Nagrała kilka utworów dla Polskiego Radia (m.in. „Pierwsza próba”, „Kalejdoskop” i utwór-wizytówkę pt. „Krzak” – kompozycje Radziejewskiego), wystąpiła na Musicoramie PSJ w Opolu i Śląskich Konfrontacjach Muzycznych, gdzie zdobyła I nagrodę, a po zawieszeniu działalności w lipcu 1973 roku muzycy grupy zostali zaangażowani przez Czesława Niemena. Krótko z zespołem współpracował Błędowski, który rozpoczął próby z zupełnie nowymi muzykami w celu reaktywacji Krzaka.

### Okres właściwy (1975–1982)
Nowy Krzak zadebiutował 6 sierpnia 1975 w Bielsku-Białej i nadal grał muzykę instrumentalną. W skład zespołu wchodzili: Jan Błędowski (skrzypce), Jerzy Kawalec (gitara basowa), Leszek Winder (gitara). Za zestawem perkusyjnym zasiadali kolejno: Janusz Ziomber, Marek Surzyn, Jerzy Machnikowski (eks- Exodus), Wiktor Kierzkowski (później Skaldowie) i od 1979 roku Andrzej Ryszka. Pierwszy ważniejszy koncert dał podczas Pop Session '78. Później występował m.in. na Muzycznym Campingu w Lubaniu, Międzynarodowej Wiośnie Estradowej w Poznaniu, Jazzie nad Odrą we Wrocławiu, ponownie na „Pop Session”, na Rock Jamboree w Warszawie; na polskich trasach poprzedzał Suzi Quatro i węgierską Omegę. Zespół  wygrywał plebiscyty na najpopularniejszego wykonawcę polskiej sceny rockowej i słynął z niezwykle energetycznych i profesjonalnych koncertów, za które zresztą zbierał dobre recenzje również za granicą – w RFN (Festival der Jugend '78 w Dortmundzie) oraz w Czechosłowacji (Bratysławska Lira). W tym okresie Krzak nagrał dwa materiały muzyczne uhonorowane tytułem złotej płyty: Blues Rock Band (1981) i EP Kawa Blues (1981), a także płytę Paczka (1982) oraz trzy single. Pod koniec lipca 1981 roku odchodzi Błędowski. Zespół pozyskał stałego współpracownika, gitarzystę Andrzeja Urnego (eks-Dżem), który po roku odszedł do Perfectu. Obowiązki lidera grupy przejmuje Winder.

### Okres eksperymentalny (1982–1983)
Skład Krzaka rozrósł się do siedmiu osób. Obok podstawowej trójki muzyków byli to: harmonijkarz, Ryszard Skibiński (eks- Kasa Chorych); gitarzyści: Apostolis Anthimos (eks-SBB), Leszek Dranicki (eks-Baszta) oraz wokalista Jorgos Skolias. W tym okresie z zespołem współpracowali okazjonalnie: wokalista Ryszard Riedel (Dżem), skrzypek Krzesimir Dębski (String Connection), trębacz Antoni Gralak (Tie Break) oraz klawiszowcy: Wojciech Karolak, Rafał Rękosiewicz i Józef Skrzek. Z tego okresu pochodzi płyta Krzak’i (1983). Zespół po raz ostatni wystąpił 21 maja 1983 roku na festiwalu Rock Arena w Poznaniu. Po śmierci Ryszarda Skibińskiego zespół w różnych konfiguracjach zagrał jeszcze kilka koncertów klubowych w Berlinie Zachodnim, a następnie zawiesił działalność. Milczenie trwało osiemnaście lat.

### Powrót (2001–2003)
Krzak reaktywował się  w swoim najsłynniejszym składzie: Błędowski, Winder, Kawalec i Ryszka. W tym okresie wydano płytę Live in Waltrop a w 2006 roku Radio Koncert. Po śmierci Jerzego Kawalca (09.09.2003) Krzak rozwiązano. Jego  kontynuacją była poniekąd grupa Błędowski-Winder Band. W sierpniu 2004 roku zespół odbył pierwsze tournée, a jesienią nagrał album 3. Numer który ukazał się w marcu 2005 roku.

### Kontynuacja działalności (2006– )
W latach 2005 i 2006 wytwórnia Metal Mind Productions wydała na CD wszystkie płyty zespołu – wzbogacone o niepublikowane wcześniej nagrania oraz premiery. W 2006 roku muzycy grupy Krzak – Jan Błędowski, Andrzej Ryszka i Leszek Winder postanowili w trio kontynuować wspólną działalność, zapraszając do współpracy inne osoby. Zespół koncertuje i nagrywa. W 2008 roku ukazała się płyta Extrim. Jest to pierwsze po latach studyjne nagranie grupy. W 2009 roku podczas XI Festiwalu Muzycznego im. Ryszarda Riedla w Chorzowie z Krzakiem po wielu latach wystąpił jego pierwszy  gitarzysta M. Radziejewski. W 2011 roku ukazała się płyta pt. 4 Basy (zapis koncertu zespołu jaki odbył się podczas Festiwalu Gitary Elektrycznej Katowice 2010). Na płycie zagrali czterej basiści: Krzysztof Ścierański, Andrzej Rusek, Joachim Rzychoń, Dariusz Ziółek oraz perkusista Ireneusz Głyk. W 2012 roku za płytę 4 Basy zespół otrzymał statuetkę Fryderyk, nagrodę Akademii Fonograficznej. 

## Członkowie zespołu
- Jan Błędowski – skrzypek, mieszka w Niemczech. W Polsce grał i nagrywał z grupami: Krzak, Niemen, SBB, Laboratorium, Irek Dudek Blues Band, Shakin’ Dudi. W Niemczech z: Blues Express, Blues Power Orchestra, Tide, Schau Pau i Sczepański B.Injection.
- Andrzej Ryszka – perkusista, mieszka w Kanadzie. Koncertował i nagrywał z Voo Voo, Young Power, Tomaszem Stańko, Tadeuszem Nalepą, Wojciechem Waglewskim. Obecnie koncertuje i współpracuje z muzykami amerykańskimi.
- Leszek Winder – gitarzysta i kompozytor, koncertował oraz nagrywał z m.in. Józefem i Janem Skrzekiem, Ryszardem Riedlem, Tadeuszem Nalepą, Dżemem, TSA. Nagrał wiele autorskich płyt. Od wielu lat w czołówce gitarowych rankingów. Uznany najlepszym polskim gitarzystą bluesowym i rockowym (GITAR TOP 2005 i BLUES TOP 2006, 2013, 2016).

## Dyskografia

### Albumy
- 1981 – Blues Rock Band
- 1983 – Paczka
- 1983 – Krzak’i
- 1987 – Ostatni koncert
- 1992 – No 5 Live
- 2000 – Blues Rock Band Live
- 2002 – Live in Waltrop
- 2006 – Radio Concert  (Metal Mind Productions)
- 2006 – Pamięci Skiby Jarocin 1983  (Metal Mind Productions)
- 2007 – Live 1980-2007  (DVD, Metal Mind Productions)
- 2008 – Extrim  (Metal Mind Productions)
- 2011 – 4 basy  (Metal Mind Productions)
- 2012 – 11.11.11 (DVD, Metal Mind Productions)
- 2013 – Experience  (Metal Mind Productions)

### Kompilacje
- 1979 – Muzyka Młodej Generacji: „Skałki”, „Iluzyt”, „Maszynka”, „Cocker rock”  (Wifon)
- 1982 – Rock '81: „Ptak moich marzeń”, „Acik”  (Tonpress)[5]
- 1985 – Przeboje Pronit:  „Legendarny dziobak”, „Zezowaty kot”  (Tonpress)
- 1999 – Rysiek (płyta CD dodana do książki Jana Skaradzińskiego[6]): „Lista kowbojów”  (In Rock)
- 2008 – Kawa blues: „Ptak moich marzeń”, „Skałki”, „Drzewo oliwne”, „Kierunkowy 5074”, „Łatka”  (Metal Mind Productions)
- 2010 – Polskie Dzieci Kwiaty. Odlot: „Tajemniczy świat Mariana”, „Kim jesteś – listonoszem?”  (Agora)

### Single i EP
- 1980 – „Przewrotna Samba” / „Dla Fredka”  (Tonpress)
- 1980 – „Funky 608D” / „Kołysanka dla Maciusia”  (Tonpress)
- 1980 – „Czakuś” / „Maszkaron”  (Tonpress)
- 1981 – „Ściepka” / „Drzewo oliwne” / Kansas – „Down the Road” / „Kawa Blues”  (Tonpress)